# Helene Hulst-Alexander
Helene Emilie Hulst-Alexander (Wenen, 9 april 1914 – Utrecht, 13 augustus 1965) was een Oostenrijkse architecte die na de oorlog heeft bijgedragen aan de wederopbouw van Utrecht.

## Levensloop
Ze werd in Wenen geboren, als dochter van een arts. Haar moeder Gisela was de eerste vrouw die aan de Universiteit van Wenen promoveerde in de filosofie.  In 1938 behaalde ze in Wenen haar architectendiploma. Vanwege haar joodse achtergrond ontvluchtte ze Oostenrijk om naar Australië te gaan. Onderweg kwam ze de Utrechtse arts L.A. (Lambert) Hulst (1905-1996) tegen, met wie ze in Nederlands-Indië "met de handschoen" trouwde. In maart 1940 vertrok ze uit Batavia, om via Genua naar Nederland te reizen. Tijdens de bezetting zat ze ondergedoken, waarna ze zich na de oorlog als zelfstandig architecte ontwikkelde. 
Haar broer Leo (1905-1985), die psychiater werd, bevond zich in het buitenland toen Hitler aan de macht kwam, en was uitgeweken naar de Verenigde Staten. Ze zag hem pas na de bevrijding terug. Hij was medisch adviseur tijdens de Neurenberg-processen.

## Werk
Hulst-Alexander had een eigen ingenieurs- en architectenbureau in Utrecht. Ze ontwierp vooral winkelpanden. In 1950 ontwierp ze een lichthal voor een stoffenwinkel in de Mariastraat in Utrecht. In 1956 verbouwde ze het pand van patisserie Huize De Hoog-Boots aan het Oudkerkhof in Utrecht. In 1957 ontwierp ze een flat aan de Oudenoord in Utrecht voor vrijgezelle vrouwen. Deze flat was de eerste galerijflat in Utrecht en kreeg als bijnaam de 'hunkerbunker'. Het was destijds tevens het hoogste flatgebouw van de stad.
Naast haar werk was ze actief voor het Rode Kruis.

## Overlijden
Hulst-Alexander stierf in Utrecht op 13 augustus 1965, op 51-jarige leeftijd. Ze werd begraven op begraafplaats Den en Rust te Bilthoven.